# Lijst van nummer 1-hits in de Nederlandse Single Top 100 in 2022
Deze hits stonden in 2022 op nummer 1 in de Nederlandse Single Top 100.
| Nummer | Datum        | Artiest                                  | Titel                           |
| ------ | ------------ | ---------------------------------------- | ------------------------------- |
| 767    | 1 januari    | Mariah Carey                             | All I Want for Christmas Is You |
| 845    | 8 januari    | Meau                                     | Dat heb jij gedaan              |
|        | 15 januari   | Meau                                     | Dat heb jij gedaan              |
| 847    | 22 januari   | Cristian D feat. $hirak, Brysa & Ashafar | Amsterdam                       |
|        | 29 januari   | Cristian D feat. $hirak, Brysa & Ashafar | Amsterdam                       |
|        | 5 februari   | Cristian D feat. $hirak, Brysa & Ashafar | Amsterdam                       |
|        | 12 februari  | Cristian D feat. $hirak, Brysa & Ashafar | Amsterdam                       |
| 848    | 19 februari  | Bankzitters                              | Je blik richting mij            |
| 847    | 26 februari  | Cristian D feat. $hirak, Brysa & Ashafar | Amsterdam                       |
| 848    | 5 maart      | Bankzitters                              | Je blik richting mij            |
| 849    | 12 maart     | Antoon                                   | Hallo                           |
|        | 19 maart     | Antoon                                   | Hallo                           |
|        | 26 maart     | Antoon                                   | Hallo                           |
|        | 2 april      | Antoon                                   | Hallo                           |
| 850    | 9 april      | Harry Styles                             | As It Was                       |
|        | 16 april     | Harry Styles                             | As It Was                       |
|        | 23 april     | Harry Styles                             | As It Was                       |
|        | 30 april     | Harry Styles                             | As It Was                       |
|        | 7 mei        | Harry Styles                             | As It Was                       |
|        | 14 mei       | Harry Styles                             | As It Was                       |
| 851    | 21 mei       | S10                                      | De diepte                       |
| 850    | 28 mei       | Harry Styles                             | As It Was                       |
|        | 4 juni       | Harry Styles                             | As It Was                       |
| 852    | 11 juni      | James Hype & Miggy Dela Rosa             | Ferrari                         |
| 853    | 18 juni      | Antoon                                   | Olivia                          |
|        | 25 juni      | Antoon                                   | Olivia                          |
| 852    | 2 juli       | James Hype & Miggy Dela Rosa             | Ferrari                         |
| 854    | 9 juli       | La Fuente                                | I Want You                      |
|        | 16 juli      | La Fuente                                | I Want You                      |
|        | 23 juli      | La Fuente                                | I Want You                      |
|        | 30 juli      | La Fuente                                | I Want You                      |
| 855    | 6 augustus   | Rema                                     | Calm Down                       |
|        | 13 augustus  | Rema                                     | Calm Down                       |
|        | 20 augustus  | Rema                                     | Calm Down                       |
| 856    | 27 augustus  | Katnuf                                   | Van mij zijn                    |
|        | 3 september  | Katnuf                                   | Van mij zijn                    |
| 855    | 10 september | Rema                                     | Calm Down                       |
|        | 17 september | Rema                                     | Calm Down                       |
|        | 24 september | Rema                                     | Calm Down                       |
| 857    | 1 oktober    | David Guetta & Bebe Rexha                | I'm Good (Blue)                 |
|        | 8 oktober    | David Guetta & Bebe Rexha                | I'm Good (Blue)                 |
| 855    | 15 oktober   | Rema                                     | Calm Down                       |
| 858    | 22 oktober   | Sam Smith & Kim Petras                   | Unholy                          |
|        | 29 oktober   | Sam Smith & Kim Petras                   | Unholy                          |
|        | 5 november   | Sam Smith & Kim Petras                   | Unholy                          |
| 859    | 12 november  | Oliver Tree & Robin Schulz               | Miss You                        |
|        | 19 november  | Oliver Tree & Robin Schulz               | Miss You                        |
| 860    | 26 november  | Maan & Goldband                          | Stiekem                         |
|        | 3 december   | Maan & Goldband                          | Stiekem                         |
| 861    | 10 december  | Claude                                   | Ladada (Mon dernier mot)        |
| 767    | 17 december  | Mariah Carey                             | All I Want for Christmas Is You |
|        | 24 december  | Mariah Carey                             | All I Want for Christmas Is You |
|        | 31 december  | Mariah Carey                             | All I Want for Christmas Is You |

Lijsten van nummer 1-hits in de Nederlandse Top 40

1965 ·
1966 ·
1967 ·
1968 ·
1969 ·
1970 ·
1971 ·
1972 ·
1973 ·
1974 ·
1975 ·
1976 ·
1977 ·
1978 ·
1979 ·
1980 ·
1981 ·
1982 ·
1983 ·
1984 ·
1985 ·
1986 ·
1987 ·
1988 ·
1989 ·
1990 ·
1991 ·
1992 ·
1993 ·
1994 ·
1995 ·
1996 ·
1997 ·
1998 ·
1999 ·
2000 ·
2001 ·
2002 ·
2003 ·
2004 ·
2005 ·
2006 ·
2007 ·
2008 ·
2009 ·
2010 ·
2011 ·
2012 ·
2013 ·
2014 ·
2015 ·
2016 ·
2017 ·
2018 ·
2019 ·
2020 ·
2021 ·
2022 ·
2023 ·
2024 ·
2025

Lijsten van nummer 1-hits in de Nederlandse Single Top 100

1969 ·
1970 ·
1971 ·
1972 ·
1973 ·
1974 ·
1975 ·
1976 ·
1977 ·
1978 ·
1979 ·
1980 ·
1981 ·
1982 ·
1983 ·
1984 ·
1985 ·
1986 ·
1987 ·
1988 ·
1989 ·
1990 ·
1991 ·
1992 ·
1993 ·
1994 ·
1995 ·
1996 ·
1997 ·
1998 ·
1999 ·
2000 ·
2001 ·
2002 ·
2003 ·
2004 ·
2005 ·
2006 ·
2007 ·
2008 ·
2009 ·
2010 ·
2011 ·
2012 ·
2013 ·
2014 ·
2015 ·
2016 ·
2017 ·
2018 ·
2019 ·
2020 ·
2021 ·
2022 ·
2023 ·
2024 ·
2025

Lijsten van nummer 1-hits in de 538 Top 50

2019 ·
2020 ·
2021 ·
2022 ·
2023 ·
2024 ·
2025
- Nederland (Top 40)
- Nederland (Single Top 100)
- Nederland (538 Top 50)
- Nederland (3FM Mega Top 30)
- Nederland (Outlaw 41)
- Nederland (Verrukkelijke 15)
- Nederland (Graadmeter)
- Vlaanderen (Radio 2 Top 30)
- Vlaanderen (Ultratop 50)
- Vlaanderen (Top 30 van Ultratop)
- Polen
- Verenigde Staten (Hot 100)